# Американо-туркменские отношения
Дипломатические отношения между Туркменистаном и США установлены в феврале 1992. Обе страны являются полноправными членами ОБСЕ и ООН.

## Дипломатические миссии
Посольство Туркменистана в США с резиденцией в городе Вашингтон открылось в 1994 году. С марта 2001 года Посольство возглавляет Чрезвычайный и Полномочный Посол Туркменистана в США Меред Оразов.
Посольство США в Туркменистане с резиденцией в Ашхабаде открылось 17 марта 1992 года. В настоящее время послом США в Туркменистане является Мэттью Стивен Климоу. С октября 2015 года возводится комплекс зданий нового посольства США. Агентство США по международному развитию так же расположены в Ашхабаде.

## История
1-7 февраля 1994 года президент Сапармурат Ниязов посетил с неофициальным визитом город Хьюстон, где прошёл медицинское обследование. Состоялась плановая операция по удалению тромба. В октябре 1995 года состоялся рабочий визит президента Ниязова в город Нью-Йорк для участия в 55-й сессии Генеральной ассамблеи ООН.

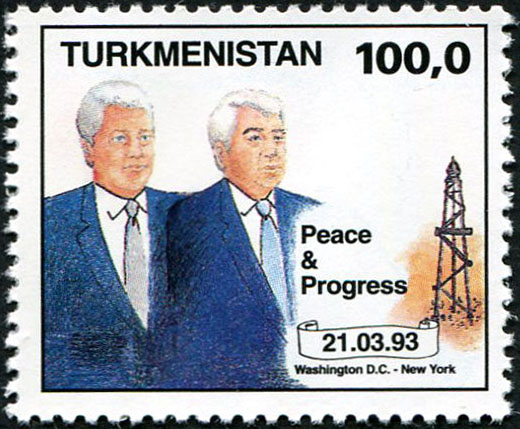
Великий Сапармурат Туркменбаши в США. Почтовая марка

21-23 апреля 1998 года президент Ниязов посетил с официальным визитом американские города Вашингтон, Нью-Йорк и Чикаго. В рамках визита прошла его в встреча с президентом США Биллом Клинтоном, встреча с директором Международного валютного фонда Мишелем Камдесю. Так же состоялось подписание соглашения с компанией «Джон Дир».

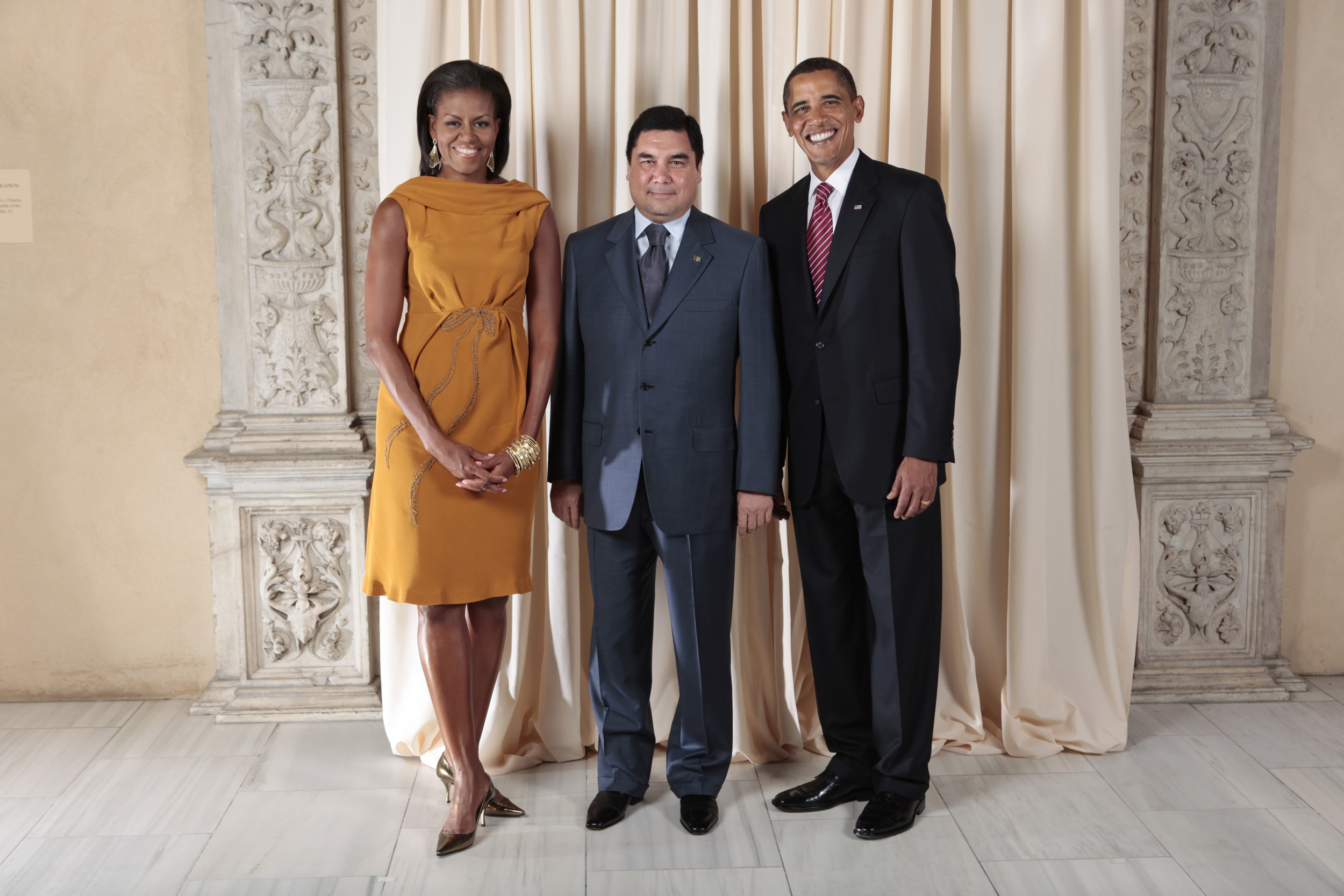
Президент Туркменистана Гурбангулы Бердымухамедов с Президентом США Бараком Обамой и его супругой

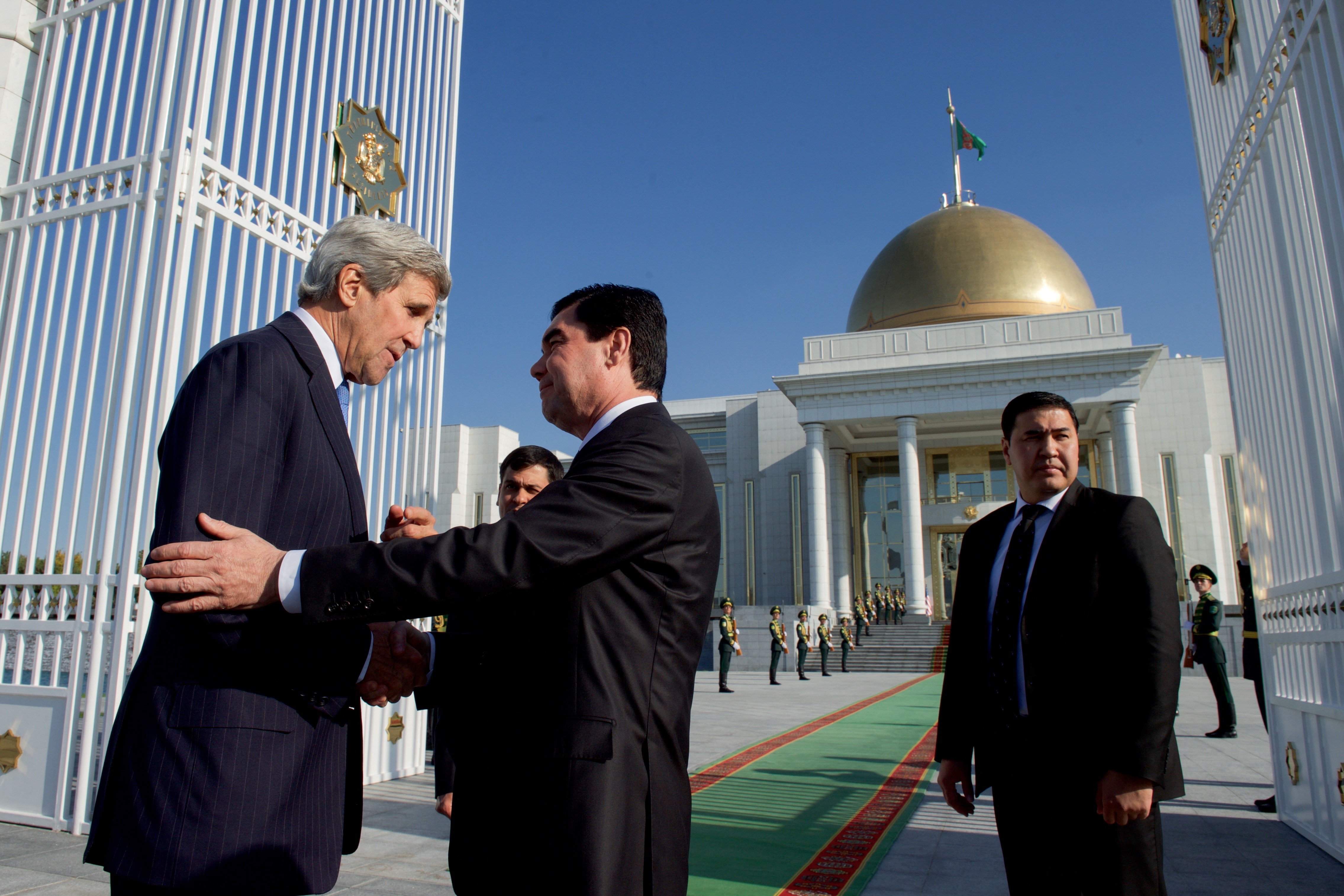
Джон Керри в Ашхабаде

Соединённые Штаты Америки и Туркменистан продолжают спорить о пути страны к демократическим и экономическим реформам. Соединённые Штаты публично выступали по поводу либерализации рынка и финансовых реформ, а также правовых и нормативных реформ, открытой экономики для внешней торговли и инвестиций.
В апреле 2008 года президент США Джордж Буш впервые встретился с президентом Туркменистана Гурбангулы Бердымухамедовым в рамках саммита НАТО в Бухаресте.
В ноябре 2015 года Туркменистан посетил госсекретарь США Джон Керри, где провел переговоры с президентом Туркменистана Гурбангулы Бердымухамедовым.

## Посольство Туркменистана в США
Посольство Туркменистана в США (г. Вашингтон) открылось в 1994 году. Посольство расположено по адресу: 2207 Массачусетс Авеню, Вашингтон, Федеральный округ Колумбия.
С марта 2001 года Посольство возглавляет Чрезвычайный и Полномочный Посол Туркменистана в США Меред Оразов.

### Послы
1. Угур, Халил (1994—2001)
2. Оразов, Меред Байрамович (2001—н. в.)

## Посольство США в Туркменистане
Посольство США в Туркменистане (г. Ашхабад) открылось 17 марта 1992 года. Посольство располагается по адресу: г. Ашхабад, ул. 1984 (бывш. Пушкина), 9.
С июля 2024 года Посольство возглавляет Чрезвычайный и Полномочный Посол США в Туркменистане Элизабет Руд.

### Послы
1. Джозеф Хьюлингс (1992—1995)
2. Майкл Коттер (1995—1998)
3. Стивен Манн (1998—2001)
4. Лора Кеннеди (2001—2003)
5. Трейси Джейкобсон (2003—2007)
6. Ричард Хогланд (2007—2010) Временный поверенный в делах
7. Роберт Паттерсон (2011—2014)
8. Аллан Филипп Мастард (2014—2019)
9. Мэттью Стивен Климоу (с 2019-2024)
10. Элизабет Руд ( с 2024)